# 두요인 정서이론
사회심리학에서 감정의 이중 요소에대한 '두 요인 정서 이론'(Two-factor theory of emotion)은 감정이 생리적 각성 및 인지 레이블의 두 가지 요소에 기반한다고 제안한다. 이 이론은 연구원 스탠리 샤흐터(Stanley Schachter)와 제롬 E. 싱어(Jerome E. Singer)에 의해 만들어졌다. 이 이론에 따르면 감정이 느껴지면 생리적 각성이 발생하고 사람은 즉각적인 환경을 사용하여 생리적 각성을 표시하는 정서적 단서를 찾는다는 것이다. 이것은 때때로 신체의 생리적 상태에 따라 감정을 잘못 해석 할 수 있다는것도 시사한다. 뇌가 감정을 느끼는 이유를 모를 때, 감정을 표시하는 방법에 대한 단서를 얻기 위해 외부 자극에 의존한다는 것이다.

## 같이 보기
- 귀인 이론
- 인지부조화 이론